# II. Petőfi Zenei Díj gála
A 2017-es Petőfi Zenei Díj gálát június 26-án, a Telekom VOLT Fesztivál -1. napján, Sopronban rendezték meg. A jelölteket 2017. május 15-én hozták nyilvánosságra egy sajtótájékoztató keretén belül.
A jelöltekre május 20. és június 20. között a http://www.petofilive.hu/petofizeneidij oldalon lehetett szavazni és a szakmai testület is újra voksolt ez idő alatt. A végeredményt a szakmai szavazók és a közönség szavazatainak összessége adja majd, nyolc kategóriában. Ugyancsak a Petőfi Zenei Díj gálán adják át a Petőfi életműdíját is.
A Petőfi Zenei Díj gálát a Petőfi TV, a Duna World és a http://www.petofilive.hu élőben közvetítette.

## Nyertesek és jelöltek

### Az év dala
- Wellhello - Sohavégetnemérős
- Bagossy Brothers Company - "Harmonikás"
- Blahalouisiana - "Túl távol, elég közel"
- Hiperkarma - "Délibáb"
- Irie Maffia - "Bajnok"
- Quimby - "Forradalom"

Források:

### Az év zenekara
- Halott Pénz
- Blahalouisiana
- Fran Palermo
- Margaret Island
- Honeybeast

Források:

### Az év női előadója
- Lábas Viki (Margaret Island)
- Pásztor Anna (Anna & the Barbies)
- Rúzsa Magdi
- Sena (Irie Maffia)
- Tarján Zsófia (Honeybeast)

Források:

### Az év férfi előadója
- Marsalkó Dávid (Halott Pénz)
- Bérczesi Robi (Hiperkarma)
- Columbo (Irie Maffia)
- Kiss Tibi (Quimby)
- Likó Marcell (Vad Fruttik)

Források:

### Az év videóklipje
- Halott Pénz - "Élnünk kellett volna még" (feat Agebeat&Kovary)
- 30Y - "Elsőre"
- Blahalouisiana - "Deeper"
- Quimby - "Forradalom"
- The Biebers - "Vár a holnap"

Források:

### Az év felfedezettje
- Soulwave
- Bagossy Brothers Company
- ByeAlex és a Slepp
- Petruska
- Szabó Benedek és a Galaxisok

Források:

### Az év koncertje
- Quimby - Micsodaország @Papp László Budapest Aréna, 2016. november 26.
- Anna & the Barbies @Fővárosi Nagycirkusz lemezbemutató, 2016. november 18.
- Fish @Akvárium, 2016. november 11.
- Halott Pénz @Budapest Park, 2016. szeptember 2.
- Margaret Island @Akvárium, 2016. december 23.
- Vad Fruttik @Budapest Park, 2016. szeptember 23.

Források:

### Az év dj-je
- Lotfi Begi
- Andro
- Hot X
- Julia Carpenter
- Jumodaddy
- Metzker Viktória

Források:

## Életműdíj
- Demjén Ferenc[2]